# NGC 1417
NGC 1417 este o intermediate spiral galaxy⁠(d) situată în constelația Eridanul. A fost descoperită în 5 octombrie 1785 de către William Herschel. Se află la o distanță de 53,95 de megaparseci de Pământ.